# Энциклопедия внесолнечных планет
The Extrasolar Planets Encyclopaedia (рус. Энциклопедия внесолнечных планет) — сайт, основанный Жаном Шнайдером в Мёдонской обсерватории (Париж, Франция) в феврале 1995 года, который поддерживает базу данных всех известных в настоящее время экзопланет и кандидатов в экзопланеты, с отдельными страницами для каждой планеты и интерактивным табличным каталогом. База данных постоянно обновляется с учётом новых сведений из рецензируемых публикаций и конференций.
На страницах каталога планеты перечисляются вместе с их основными свойствами, такими как год открытия планеты, масса, радиус, сидерический период, большая полуось, эксцентриситет, наклонение, долгота восходящего узла, включая диапазоны ошибок.
Отдельные страницы о планетах содержат данные о родительской звезде, такие как название, расстояние (pc), спектральный класс, эффективная температура, видимая звёздная величина V, масса, радиус, возраст, прямое восхождение, склонение.
Даже когда они известны, не все эти цифры приведены в таблице интерактивного каталога. И многие отсутствующие цифры планеты, которые просто требуют применения третьего закона Кеплера, остаются пустыми. В частности, на всех страницах отсутствует светимость звезды.
В интерактивном каталоге, где данные перечислены в виде электронной таблицы, не указаны диапазоны значений ошибок. За точным значением данных и спектра ошибок следует обращаться к отдельным страницам. 
Например, планета GQ Lup b указана как объект в 21,5 массы Юпитера, в то время как ошибка составляет ± 20,5, а масса объекта лежит между 1 и 42 масс Юпитера.
Жан Шнайдер описывает критерии включения:
"If the object is within one standard deviation of 20 Jupiter masses, I take it."
"Если объект находится в пределах одного стандартного отклонения от 20 масс Юпитера, я занесу его."